# Oláh Károly (labdarúgó, 1884)
Oláh Károly, Román (1884. szeptember 6. – 1937. május 22.) válogatott labdarúgó, csatár.

## Pályafutása

### Klubcsapatban
A BSC, majd a BTC labdarúgója, balszélsője volt. Tagja volt az 1902-es bajnokcsapatnak.

### A válogatottban
1902-ben a magyar labdarúgó-válogatott első hivatalos mérkőzésén szerepelt a nemzeti tizenegyben.

### Nemzeti játékvezetőként
Gyakorlata valamint szabályismerete alapján vizsga nélkül, szükségből lett játékvezető. Az alakuló klubtalálkozókon, bemutató mérkőzéseken tevékenykedett. Az MLSZ tanácsa határozata alapján hivatalos mérkőzéseket csak az vezethet, aki a Bíróvizsgáló Bizottság (BB) előtt elméleti és gyakorlati vizsgát tett. Az MLSZ BB javaslatára NB II-es bíró. 1908–1914 között a futballbíráskodás legjobb játékvezetői között tartották számon.

## Sikerei, díjai
- Magyar bajnokság
  - bajnok: 1902
  - 2.: 1903
  - 3.: 1904, 1908–09

## Statisztika

### Mérkőzései a válogatottban
| Magyarország | Magyarország      | Magyarország               | Magyarország | Magyarország | Magyarország | Magyarország | Magyarország | Magyarország |
| #            | Dátum             | Helyszín                   | Hazai        | Eredmény     | Vendég       | Kiírás       | Gólok        | Esemény      |
| ------------ | ----------------- | -------------------------- | ------------ | ------------ | ------------ | ------------ | ------------ | ------------ |
| 1.           | 1902. október 12. | Bécs, WAC-pálya            | Ausztria     | 5 – 0        | Magyarország | barátságos   | -            |              |
| 1.           | 1906. április 1.  | Budapest, Millenáris-pálya | Magyarország | 1 – 1        | Csehország   | barátságos   | -            |              |
|              | Összesen          |                            |              | 2            | mérkőzés     |              | 0            | gól          |

## Külső hivatkozások
- Oláh Károly. eu-football.info. (Hozzáférés: 2016. május 19.)